# Супијане (Белуно)
Супијане (итал. Suppiane) је насеље у Италији у округу Белуно, региону Венето.
Према процени из 2011. у насељу је живело 29 становника. Насеље се налази на надморској висини од 855 м.